# Ghost Friends
Ghost Friends (ゴーストフレンズ?) es un drama japonés de 10 episodios emitido durante la primavera del año 2009 por la cadena NHK.
Se centra en Asuka, una adolescente, y su historia tragicómica: Está implicada en sucesos extraños, y todo parece estar conectado a su capacidad única para entrar en comunicación con los espíritus invisibles.
La joven de repente empezó a adquirir tales poderes como resultado de un accidente de coche en el que estaba involucrada, y afortunadamente se salvó.
Más tarde conoce a Kaito, un misterioso chico de su misma edad que apareció de la nada, quien es en realidad un fantasma encarnado.

## Reparto
- Saki Fukuda como Kamiya Asuka.
  - Runa Matsumoto como Asuka de niña (ep10).
- Takahiro Nishijima como Hayami Kaito.
- Yoshinori Okada como Shinjo Tatsumi.
- Noriko Iriyama como Hongo Misora.
- Ayame Misaki como Aoyama Miku.
- Takuji Kawakubo como Nagai Takumi.
- Asuka Shibuya como Shibata Nao.
  - Kaho Ishii como Nao de niña.
- Jingi Irie como Kamiya Takeshi.
- Nana Katase como Ono Ayaka.
- Tomochika como Kamiya Shoko.
- Fuyuki Moto como Kamiya Kotaro.
- Haruko Wanibuchi como Anna.
- Manami Azechi como Hashimoto Fuyumi.